# DEEP'S
DEEP'S（ディープス）は日本のバンド。

## 来歴
1992年、アマチュアバンドでの活動を経た藍澤刹那が、ソロ・プロジェクト「DEEP'S」を立ち上げる。ミニアルバム「DEEP'S IS DEAD」をリリースし、メジャー・デビュー後、辺見さとし（元MOON）、岡田基樹、丸山しんじが加入し、藍澤刹那のソロ・プロジェクトから、4人組ロックバンドに変遷する。2枚のアルバムを残して1995年、解散。
解散後、藍澤刹那はインディーズに戻り、辺見さとしは作曲家としての活動開始やユニット「GiRL」を結成し活動した。

## メンバー
- 藍澤刹那 - ボーカル、作詞、作曲、プロデュース
- 辺見さとし - ギター
- 岡田基樹 - ベース
- 丸山しんじ - ドラム

## ディスコグラフィー
アルバム
1. DEEP'S IS DEAD (1992年12月23日　BMCR-9016)
2. ロマンティストは殺される (1993年7月21日　BMCR-6005)